# Kettős kereszt (heraldika)
Névváltozatok: apostoli- vagy kettős- vagy lotaringiai kereszt (Bárczay 117-), pátriárkai kereszt (Nagy IV. 284.), bencés kereszt, érseki kereszt, a felszabadítás keresztje

Francia nyelven: croix double, croix patriarchale, croix de Lorraine, nouvelle Hongrie
 Angol nyelven: double cross, two barred cross, patriarchal cross, archiepiscopal cross, Lorraine cross, Caravaca cross, Salem Cross
 Német nyelven : Patriarchenkreuz, ungarisches Kreuz, Lothringer Kreuz, Doppelkreuz, Erzbischofskreuz, spanisches Kreuz
 Latin nyelven: crux gemina, crux patriarchalis

Rövidítések
A kettős kereszt olyan latin kereszt, melynek két vízszintes szára van a tetejéhez közelebb. A bizánci birodalomban a 6. században jelent meg, ahol nemcsak vallási, hanem elsősorban politikai jelvényként használták. Rendkívüli módon elterjedt a vallási tárgyakon, fegyvereken, az érméken, a ruhákon, a személyi pecséteken, a katonáktól a művelt rétegekig, a diplomatákig és egyházi személyekig.
A szokványos kettős keresztnél a felső vízszintes szár rövidebb, mint az alsó. Ezt a Jézus keresztjére erősített táblával szokták magyarázni, melynek felirata az I. N. R. I. (Iesus Nazarenus Rex Iudaeorum; Názáreti Jézus, a zsidók királya) rövidítés, de ezt a feltevést semmi sem igazolja.
A kettős kereszt az egyházi heraldikában eredetileg a pátriárkákat, majd az érsekeket illette meg. A ferde lábtartóval kiegészített változata az orthodox kereszt a keleti egyház szimbóluma, míg a hármas kereszt a pápaság jelképe.
A kettős kereszt a magyar címer egyik eleme, mely Magyarországról széles körben elterjedt az egész nyugat- és kelet-európai címerhasználatban.

## Elterjedése

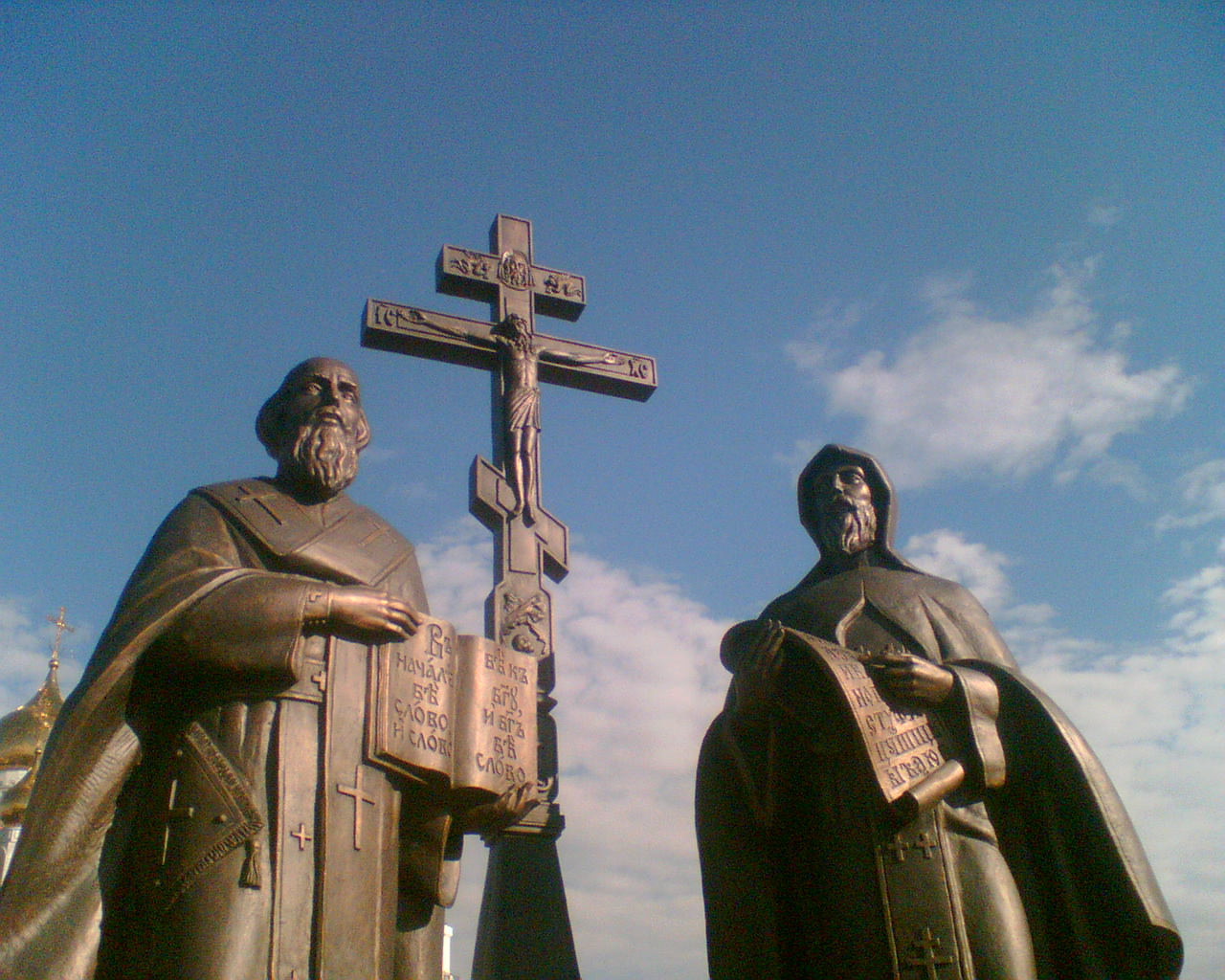
Szent Cirill és Metód szobra, Hanti-Manszijszk, Oroszország
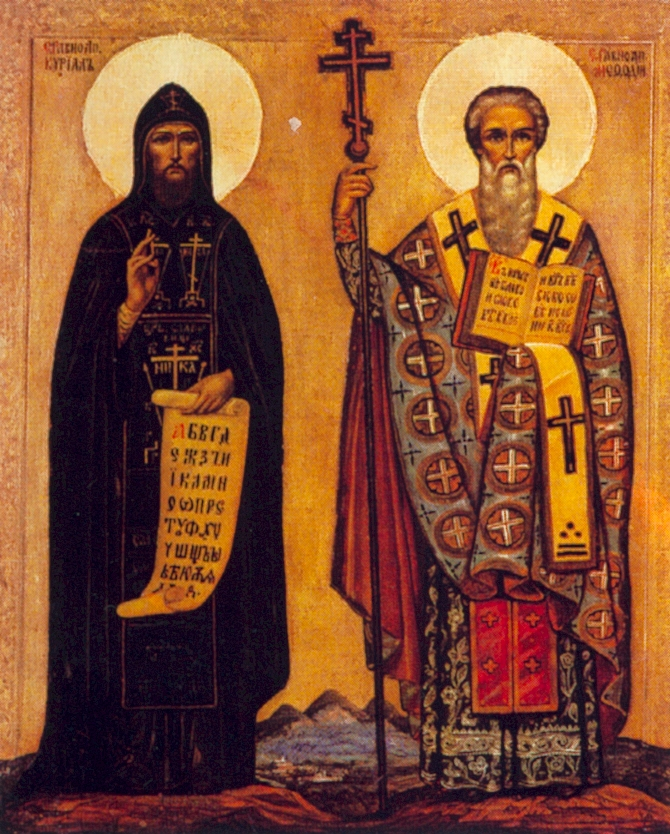
Szent Cirill és Szent Metód, Orosz ikon
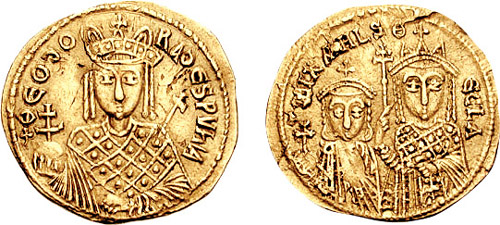
III. Mikhaél, Bizánci császár, 840-867
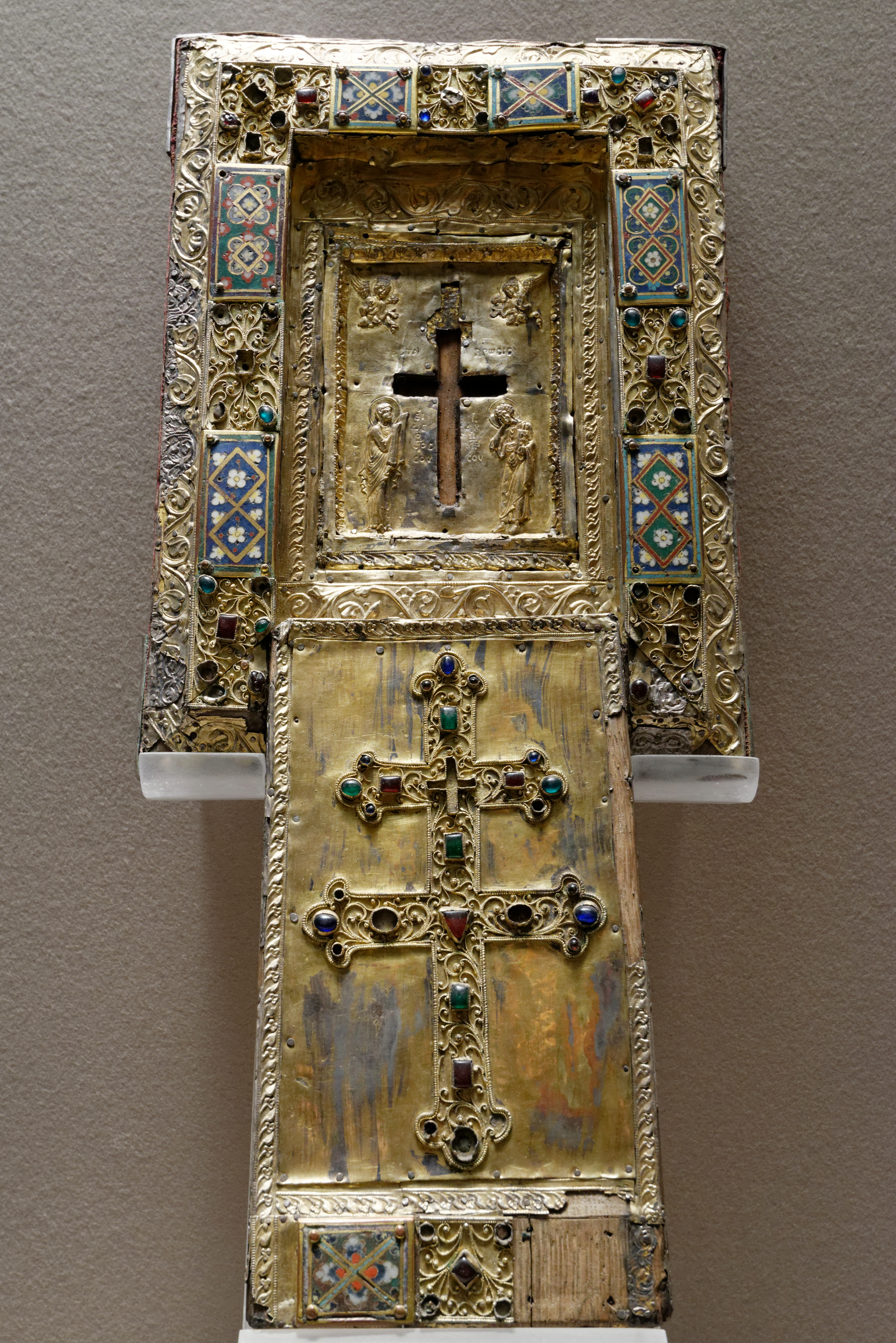
Bizánci kereszt-ereklye tartó (sztaurotéka) fedelén kettős kereszt ábrázolás (1160-1170)
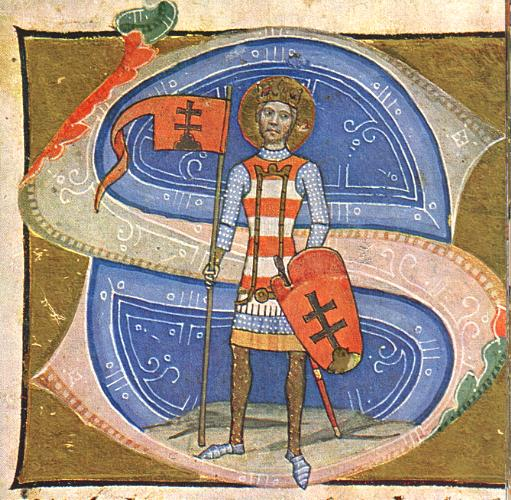
Szent István király hadiöltözetben. A jobbjában zászlót, bal kezében pajzsot tart, mindkettőn jelvénye a kettős kereszt
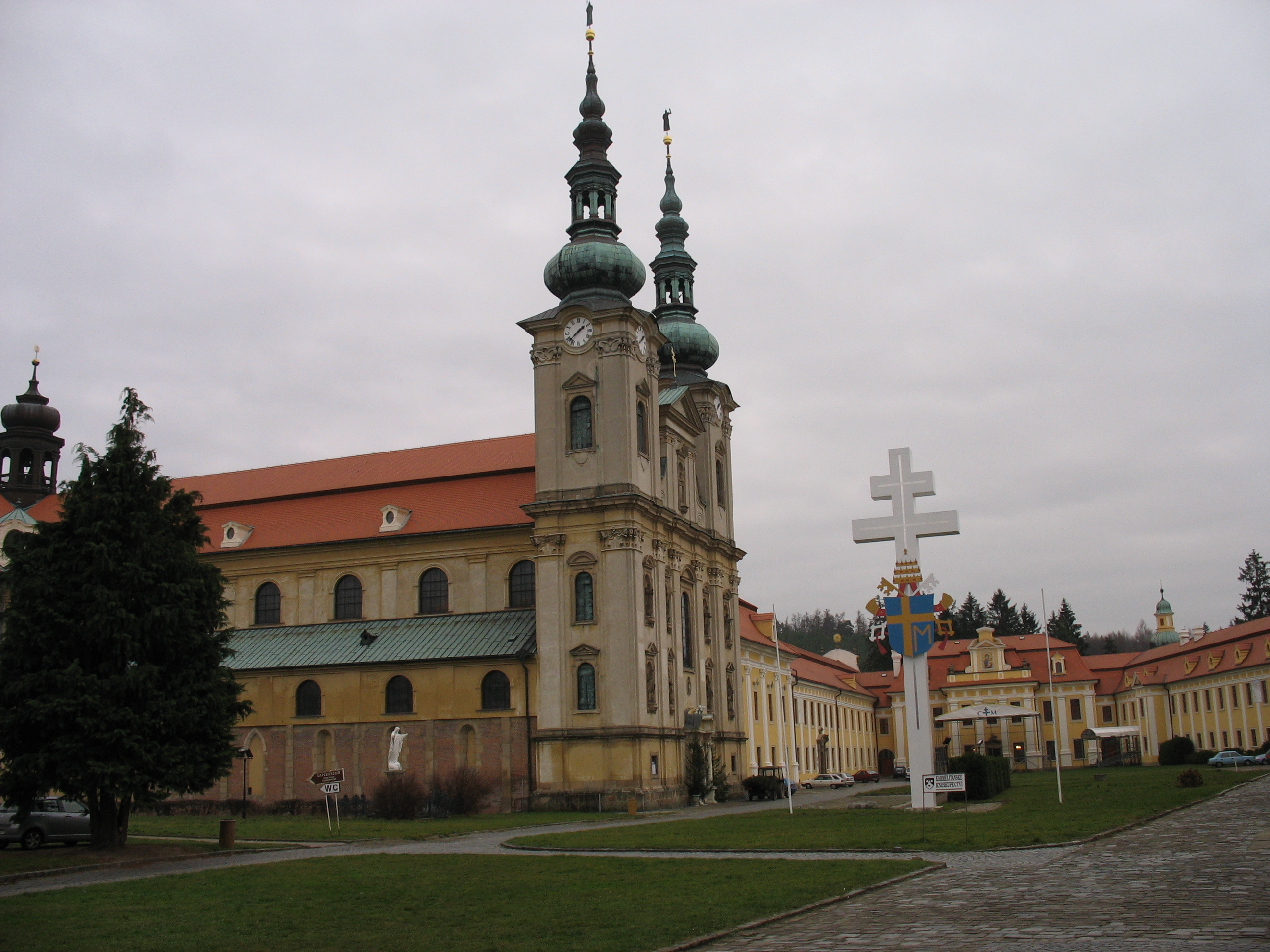
„Mária mennybevétele és Szent Cirill és Szent Metód” Bazilika, Velehrad, Csehország
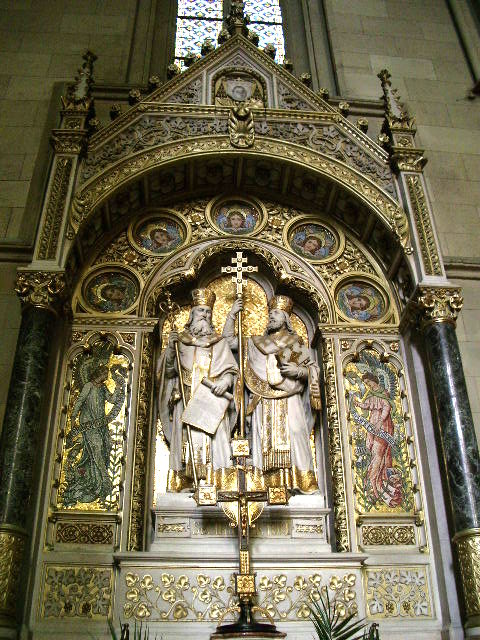
Szent Cirill és Szent Metód, Zágráb katedrális, Zágráb, Horvátország

A kettős kereszt eredete és használatának elsősége számos vitát váltott ki a történészek között. A szláv nézőpont szerint Cirill és Metód bizánci szerzetesek térítő tevékenysége révén jelent meg a jelkép, ami egyúttal Nagymorávia keresztény és pánszláv hagyományait és örökségét jelképezi. Szent István király dénárján láthatunk egy kettős keresztet, ám ezt egyesek vitatják.[forrás?] Mások szerint a kettős kereszt, III. Béla király (1172–1196) uralkodása alatt jelent meg bizánci eredetű hatalmi jelvény átvételeként, és a 14. század elejére már a magyar államhatalom szimbólumává vált.
Kettős kereszthez hasonló jelkép van I. Béla (1060-1063) egyik pénzén is, ezt azonban inkább egy keresztre helyezett kisebb keresztnek tartják. A 12. századig kizárólag Bizáncon keresztül terjedt el a nyugati kereszténység területén. A kettős kereszt címerpajzson először III. Béla király (1172-1196) ezüst dénárán fordul elő, 1190 körül. Az általános vélemény szerint ezt a jelképet ő hozta magával a bizánci udvarból, ahol fiatal kora óta nevelkedett. A bizánci császár után a második ember, a deszpotész volt, majd 1165-ben ünnepélyesen a Bizánci Birodalom trónörökösének nyilvánították és eljegyezte a császár Mária nevű leányát. Pajzsára a kettős keresztet festette. Valószínűleg ezzel a bizánci jelképpel is ki akarta fejezni a bizánci uralkodóval való egyenrangúságát. I. Mánuel bizánci császárnak később fia született, ezért Bélát megfosztották méltóságától, jegyességét pedig felbontották. I. Mánuel feleségének féltestvérét, Châtillon Anna antiochiai hercegnőt vette feleségül és tovább használhatta a kettős keresztet hatalmi szimbólumként. Semmilyen forrás nem szól azonban amellett, hogy már III. Béla, vagy II. András használt volna kettőskeresztes címert. A 13. századtól a kettős kereszt bekerült egyes magyar városok és udvari főméltóságok címerébe, és változatos formái alakultak ki. Részben Magyarországon át idővel egész Európában elterjedt.
A 12. századtól a kettős kereszt terjedésének másik kiindulópontja a Szentföld volt, ahol gyakran nevezték „valódi keresztnek”. A szomszédos bizánci hatás mellett nem zárható ki a magyar hatás sem, a magyar zarándokok és II. András keresztes hadjárata révén. Az egyházi lovagrendek is használták a pecsétjeiken és érméiken, de a címerükben sohasem. A kettős kereszt megtalálható a Szent Sír Lovagrend régebbi pecsétjén, a jeruzsálemi királyok érméin, melyet gyakran alfa és omega betűk kísérnek, mint például Guy de Lusignan (1186-1192) pénzén, II. Baudouin de Bourcq (1100-1118), edesszai gróf pénzein és az akkoni püspökök 12-13. századi pecsétjein. A Montpellierben 1170-ben (illetve 1196-ban) létrejött Szentlélek Rend tagjai gyakran használták a kettős keresztet a pecsétjeiken, palástjaikon, zászlójukon és a címerükben is, mely fekete alapon ezüstszínű volt. Ezen az úton aztán a kettős kereszt a 13. században bekerült az egyházi heraldikába.
Kettős keresztet használ címerként Szlovákia. Az 1848-as nemzeti érzelmű értelmiségi körben kialakult nézet szerint a kettős keresztet a 9. században Szent Cirill és Szent Metód hozta magával Bizáncból a Nagymorva Birodalomba. A 19. századtól a szlovákok a saját jelképüknek kezdték tekinteni, mely nézetet a modern szláv történetírás is magáévá tette és igyekszik alátámasztani.

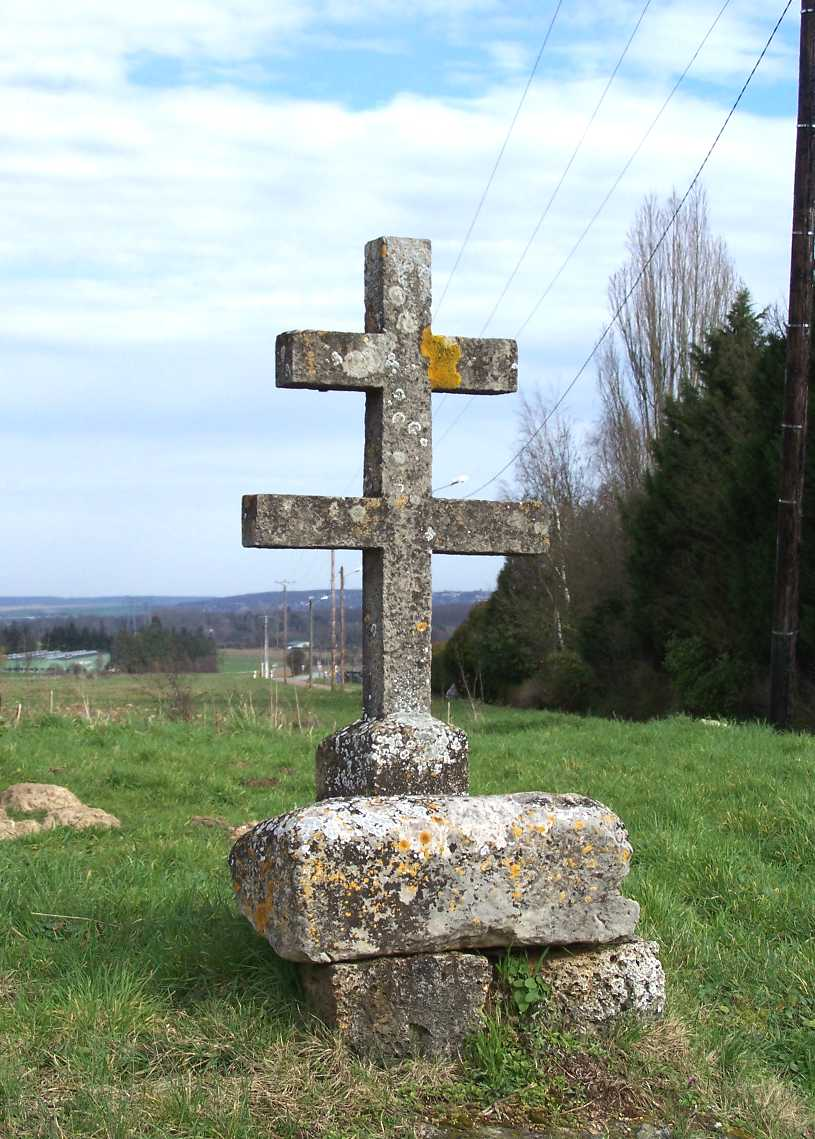
Kőből készült kettős kereszt Les Mesnuls, Franciaország Amikor I. René nápolyi király (1409-1480), aki időnként használta a „Magyarország királya” ill. „Jeruzsálem királya” címeket is, megörökölte a lotaringiai hercegséget, jelvényül felvette az Árpádok címerében szereplő kettős keresztet.

Nyugaton, főként Franciaországban a kettős kereszt lotaringiai keresztként ismert, de a szláv, pre-magyar Kárpát-medencéből származik. Egyes elképzelések szerint Szvatopluk keresztgyermeke, Szent Zwentibold, Lotaringia uralkodója vitte magával ezt a jelképet.
1270-ben V. István leánya, Mária férjhez ment I. Anjou Károlynak (1264–1285), Nápoly (Szicília) királyának (és IX. Lajos francia király öccsének) fiához, II. (Sánta) Károlyhoz (1250–1309). Fiuk, Martell Károly, 1292-ben felvette a „Magyarország királya” címet is, de a trónt csak fia, Károly Róbert foglalhatta el. Sánta Károly testvére, Izabella (1261–1304), pedig IV. László magyar király felesége lett. Amikor I. Renátusz (René) (1409–1480) nápolyi király, aki időnként használta a „Magyarország királya” ill. „Jeruzsálem királya” címeket is, első felesége, Lotaringiai Izabella révén megörökölte a lotaringiai hercegséget, jelvényül felvette az Árpádok címerében szereplő kettős keresztet, de ez nem került pajzsra, hanem a pajzstartó sasok nyakában rózsafüzéren volt látható. Ez később annyira közismertté vált, hogy a nyugati heraldikai szakirodalom már lotaringiai kereszt néven említették. I. René fehér kettős keresztet vitt a király után roueni bevonulásakor. Fia, Calabria hercege 1465-ben fekete kettős keresztet viselt. II. René lotaringiai herceg viszont a zászlaján arany kettős keresztet viselt a Burgundia elleni háborúban és az utódai is ezt használták. A lotaringiai kereszt az 1870-71-es francia-porosz háborútól kezdve, mint a „Felszabadítás keresztje”, óriási népszerűségre tett szert, miután a franciák a háborúban elvesztették Lotaringia északi részét Metz körül, valamint Elzászt is. Ekkor nagy menekülthullám indult Franciaországba (beleértve Algériát is). Ezeket a területeket a franciák csak az első világháború után szerezték vissza, de 1940-ben a náci Németország ismét annektálta azokat. 1940-től De Gaulle tábornok Nemzeti Ellenállási Bizottságának a jelvényeként a kettős keresztet választotta, mert a lotaringiai keresztet tévesen Jeanne d’Arc hadi jelvényének tartották.
A kettős kereszt megtalálható Litvánia címerében, a lovast ábrázoló alak pajzsán, mely először Jogaila 1386-os vagy 1387-es pecsétjén tűnik fel. Valószínűleg Nagy Lajos leánya, Hedvig lengyel királynő által került Litvániába, amikor 1386-ban férjhez ment Jagelló Ulászló litván fejedelemhez. 1991-1995 között ez a címer Belorusszia címere is volt. A. Titov, fehérorosz történész kétségbe vonta Litvánia kettős keresztes címeréhez való jogát és azt kizárólag belorusz jelképnek tartotta. S. Dumin ezt cáfolta és rámutatott, hogy a litván és a fehérorosz heraldikának közös az eredete és Litvánia régi címerét a két világháború között is megtartotta.
Az egyházi heraldikában rangjelző eszköz. A pajzs mögött vagy fölött helyezték el. Az érsekeket és a pátriárkákat illeti meg. (A püspökök pajzsa mögött egyszerű arany latin kereszt van.) A pátriárkakeresztet és az érseki keresztet a 15. századtól kezdték használni. (Egyes források szerint az érsekek kettős keresztet használtak, míg a pátriárkák hármas keresztet.) A metropoliták korábban egyszerű keresztet használtak, majd a 16. századtól kettős keresztet viseltek rangjelölő eszközként. A 15. századtól szerepel a bencések keresztjeként is.

## Apostoli kereszt
Késő középkori magyar felfogás szerint a kettős kereszt, mint apostoli címerjelvény, II. Sylvester pápa adományából illette meg Szent Istvánt és utódait.
Ennek az elméletnek alapvető hibája az, hogy a XI–XII. században az apostoli vagy pátriárkai kereszt nem volt kettős. Általában a nyugati egyházban a kettős keresztnek semmilyen szimbolikus jelentősége nem volt. Az apostoli vagy pátriárkai, később érseki kereszt csupán abban különbözött a többitől, hogy hadijelvények és zászlók módjára hosszú nyélre volt tűzve. Ilyen hordozható keresztet látunk az összes pápák bulláin II. Orbán (1085–1099) óta, s a pápai pénzeken is hiába keresünk kettős keresztet. A pátriárkai kettős és a még később előforduló pápai hármas kereszt a késő középkorban címereken, pénzeken és képeken itt-ott már előfordul, de szimbolikus jelentőséghez még nem jutott. A legtöbb egyházi archeológus meg sem emlékezik róluk, noha a kereszt változó formáival lapokon keresztül foglalkoznak. A kettős kereszt nyugaton a XIII. századig egyszerű heraldikai és numizmatikai ábrázolás volt, de mint ilyen is szokatlan. A Karoling-kori, valamint a X–XII. századi itáliai, francia- és németországi pénzeken a kereszt igen nevezetes szerepet tölt be. Alig van éremfaj, melyen a kereszt akár mint főrajz, akár mint mellékjegy vagy díszítő motívum ne szerepelne. Kettős alakjával azonban a XII. század végéig nem igen találkozunk. Kivételesen fordul elő egy-egy pénzen, az egyházfők érmei közül a X. században VII. Benedek pápa (974–983) ezüst dénárjain s a XII. és XIII. század fordulóján Ludolf magdeburgi érsek (1192–1205) pénzén.
A nyugati heraldikában is teljesen alárendelt szerepet játszik. A heraldikusok a pátriárkai kereszt elnevezés mellett lotaringiai és magyar keresztnek nevezik.{V.ö. egyebek közt: Biedermann: Die Kreuze in der Heraldik. (Adler. I. 1874. 65. l.); Stockbauer: Kunstgesch. d. Kreuzes. 1870. 123. l.; Bárczay id. m. 117. lap.} Ez is mutatja, mennyire szokatlan heraldikai alakzat volt. A lotaringiai címerbe a XV. században a magyar címerből került{Maier: Das Lothringer Kreuz. (Im Süden von Metz. Ein Erinnerungsblatt. Metz, 1917. 64–66. l.)} s valószínűleg az aragóniai uralkodóház is II. András leánya révén kezdte a kettős keresztet címerjelvényül használni.
Nyugaton a XII. századig a kettős kereszt sem mint egyházi szimbólum, sem mint uralkodói jelvény nem használatos, s amennyiben itt-ott előfordul, egyszerű díszítő ábrázolás. II. Sylvester pápa nem ajándékozhatott Szent Istvánnak kettős keresztet és nem jogosíthatta fel ilyennek használatára, mert ő maga s vele korának egyetlen nyugati egyházfejedelme sem használt jelvényül kettős, hanem igenis hosszú nyélre tűzött, hordozható, apostoli keresztet.
XII–XIII. századi forrásainkból kétségtelenül bizonyítható, hogy a magyar királyokat megillette – a hagyomány szerint Szent István óta s a pápa adományából – az apostoli kereszt használatának joga, melyet ünnepélyes alkalmakkor előtte hordoztak. Ez a kereszt történeti, archeológiai és numizmatikai emlékeink tanúsága szerint csupán a hordozható egyes kereszt lehetett.
A Gizella királyné környezetében hímzett koronázási paláston, a XI–XII. századi összes pecséteken és Salamon egyik érmén (C.N.H. I. 22. sz.) a király egyszerű kereszttel díszített országalmát tart a kezében. A kettős keresztes országalma először Imre nagy pecsétjén tűnik fel, használata csak IV. László óta folytonos. A koronázási jelvények közt levő kettős keresztes országalma az Anjou-korban készült, a koronázáskor használt apostoli kereszt azonban ma is egyszerű hordozható kereszt. Sem Hartvik, sem IV. Béla oklevele nem mondja a király előtt hordozott keresztet kettősnek, amit – ha ilyen lett volna s a kettősségnek bárminő jelentőséget tulajdonítottak volna – semmiesetre sem mulasztanak el. Bizonyos az is, hogyha királyaink III. Béla előtt kettős keresztet használtak volna jelvényül, annak legalább itt-ott a változó rajzú pénzeken is szerepelnie kellene, melyeken Szent István óta az egyes kereszt állandó, Szent László, sőt már Salamon óta a hordozható apostoli kereszt is (Szent László: C.N.H. I. 33., 34., Kálmán: 42., II. István: 53., II. Béla: 56. sz.) állandóan visszatérő éremrajz volt.
Forrásaink alapján megállapíthatjuk, hogy a magyar királyi hatalom jelvénye a XI. század közepe óta kimutathatóan – tehát minden bizonnyal Szent István óta – a nyélre tűzött, hordozható egyes apostoli kereszt volt, melyet III. Béla cserélt fel a kettős kereszttel.

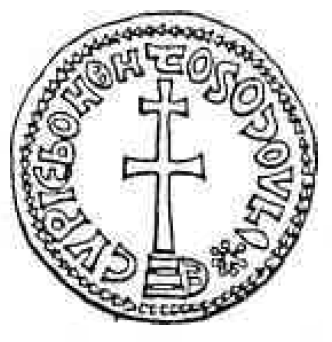
Teofil (829-842), bizánci császár pénze
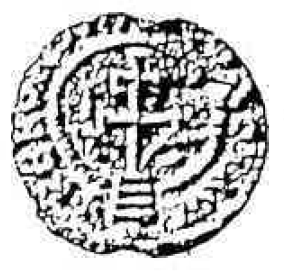
Személyi pecsét Bizáncból (9. század)
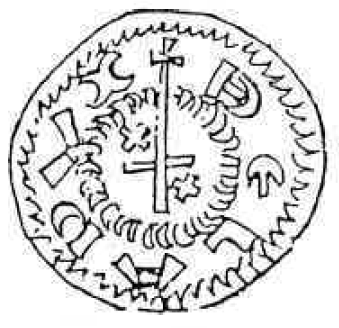
Béla herceg, a későbbi I. Béla király Nyitrán 1048-1060 közt vert pénze, körirata: BELA DVX
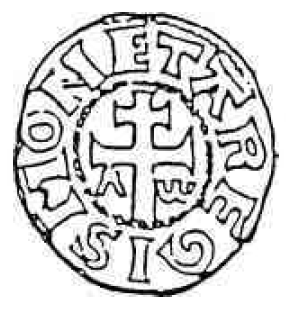
Guy de Lusignan (1186-1192) jeruzsálemi király pénze
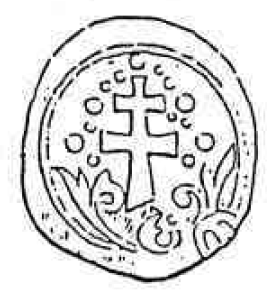
II. Baudouin de Bourcq (1100-1118), edesszai gróf pénze
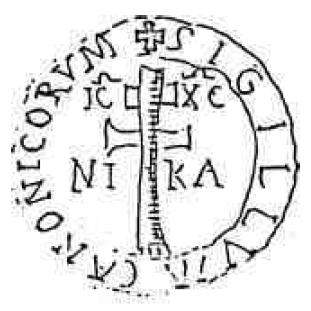
A Szent Sír Lovagrend pecsétje
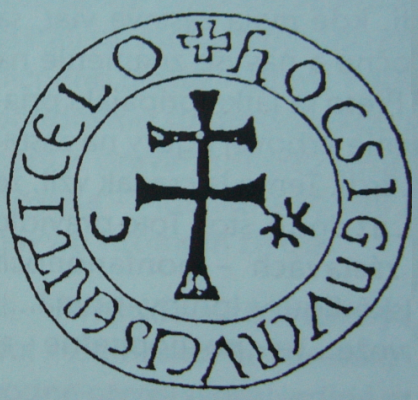
Jakab, Akkon püspökének pecsétje (12. század)
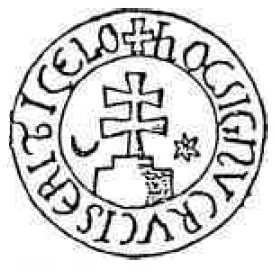
Theobald, Akkon püspökének pecsétje (13. század)
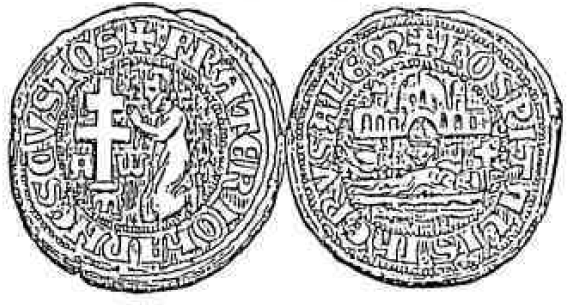
Jean de Villiers (1289) johannita nagymester bullája
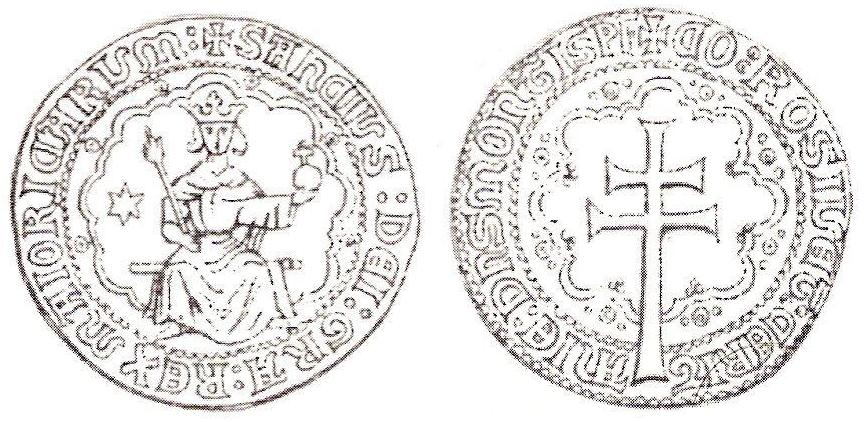
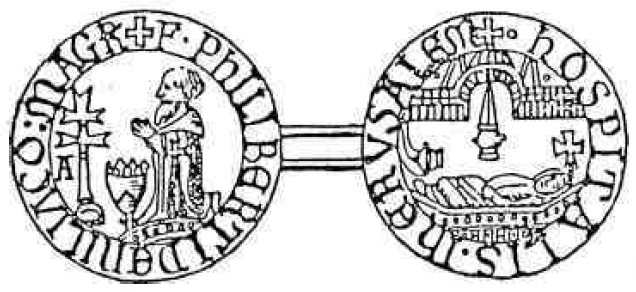
Filibert de Naillac (1396-1412) johannita nagymester bullája
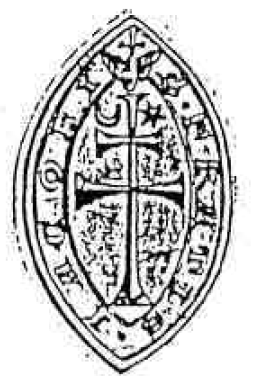
Jakab, a Szentlélek Rend mesterének (1326-1348) pecsétje
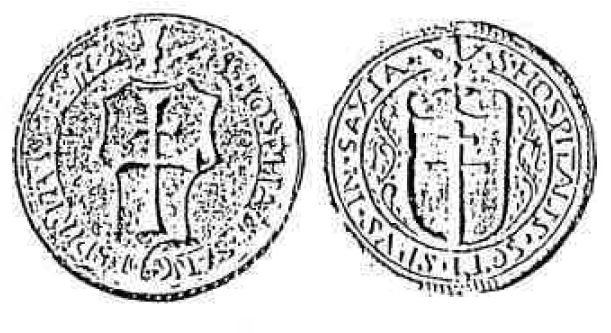
A Szentlélek Rend római ispotályának két pecsétje (16. század)
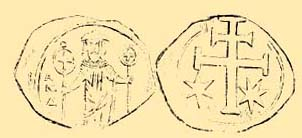
IV. Andronikosz bizánci császár (1376-1379) érme
Litvánia címere
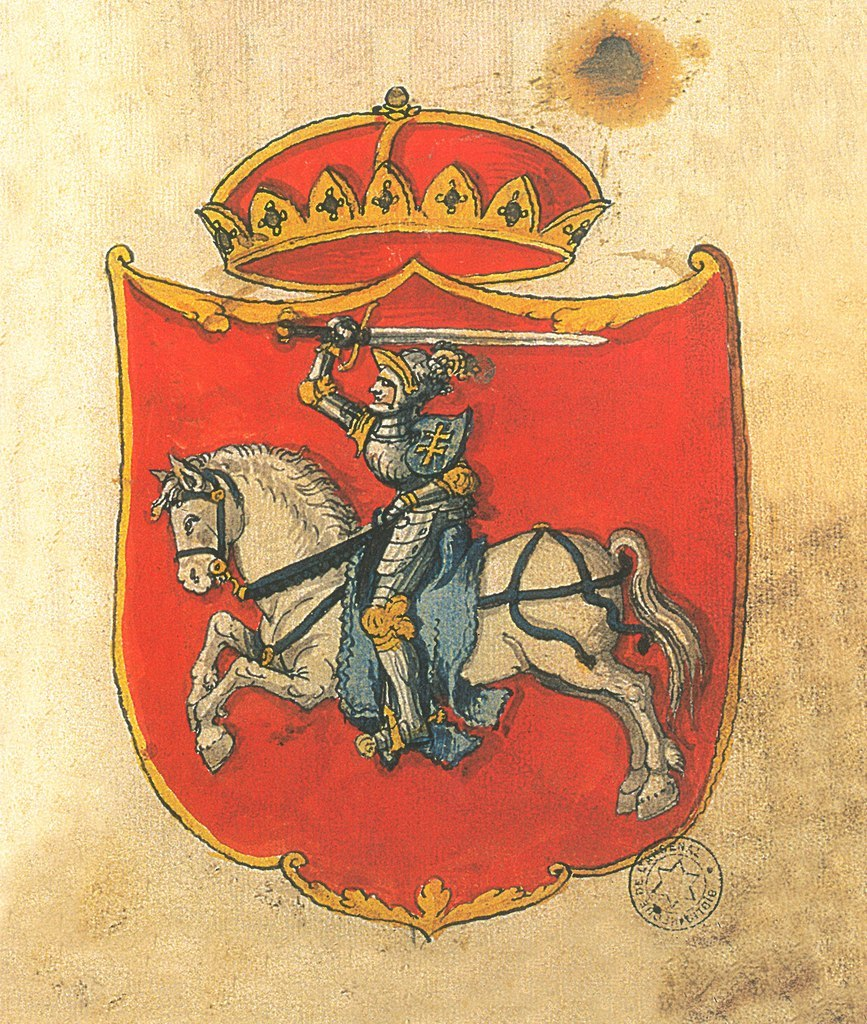
Pahonia (belorusz Пагоня, litván Vytis 'üldöző', a magyar vitéz) 1555 k., a litván nagyhercegség hagyományos jelképe, mely Algirdas fejedelem (1345-1377), Jogaila (Jagelló) fejedelem apjának 1366-os pecsétje után készült.
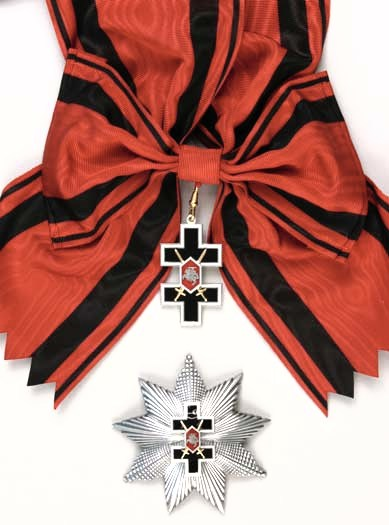
A litván Vytis Rend keresztje
Szlovákia címere.

## Változatai
A kereszt vízszintes szárai lehetnek közel egymáshoz (en: condensed) vagy távolabb. A középponthoz viszonyítva el lehetnek helyezve szimmetrikusan vagy afölött, illetve az alatt. Végül a vízszintes szárak lehetnek egyforma hosszúak vagy eltérő hosszúságúak. A szárak végének alakja nagyon változatos lehet. A függőleges szár lehet hegyes, végződhet gyökéralakzatban stb.

IV. Béla címere 1200 körül, kettős kereszt talpas szárakkal (kifelé szélesedő szárakkal)
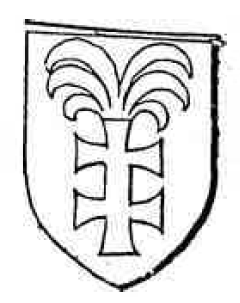
Bebek címer, felül pálmaágakkal, kifelé ívesen szélesedő talpaskereszt-szárakkal és egyenlő vízszintes szárakkal
Nagysurány, az alsó szár rövidebb, mint a felső
Zólyom, szegvégű mancsos kettős kereszt
Zsolna, gyökérben végződő alsó szár
Lőcse, a vízszintes szárak távolabb kerültek egymástól
Szakolca, a vízszintes szárak hossza nagyjából megegyezik a függőlegesével
Lotaringiai kereszt (passiókereszt, Feiszt 1986, en: cross of Lorraine, de: Lothringer Kreuz), régi változat
Pátriárka kereszt, modern lotaringiai kereszt. A keresztszárak feljebbre vannak tolva
A Szabad Franciaország zászlója, 1940-1944
Két- és félágú [talpas] kereszt (Bárczay 119., fr: croix archiepiscopale à trois croisillon celui du bas n'ayant que la parti sénestre)
Domború szárú kettős kereszt Ulrich Richentalnál
Másfél ágú kereszt (de: Kreuz mit halbem unterem (links) Querbalken)
Másfél ágú kereszt keresztvégű félággal (másfélágú keresztvégű kereszt) Ulrich Richentalnál
Másfél ágú kereszt mankós félággal (másfélágú mankós kereszt) Ulrich Richentalnál